# Woith

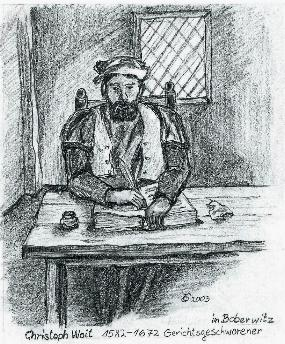
Ein Woith mit Gerichtsbuch um 1620 (gez. J. Gerner 2003)

Der Woith war im deutschsprachigen Raum ab dem Mittelalter ein Dienstmann eines Dorfes oder eines herrschaftlichen Gutes. Die Amtsbezeichnung ging als Familienname der Amtsträger mit den Schreibweisen Woith, Woit, Woyt, Woid(ke) über. Der Woith gehörte in den Dörfern zur Oberschicht. Sie waren als Kretschmar, alias Gerichtsgeschworene, tätig. Die Erbschulze, im schlesischen und polnischen Raum Woith genannt, waren Erbrichter (Schultheiße). Sie hatten das Recht, die Dorfschänke (-krug), auch den Kretscham zu führen. Die Steuern wurden von ihnen eingenommen. Sie durften auch Handwerker halten und eigene Mühlen betreiben. Die wirtschaftliche Vorrangstellung war mit der dörflichen Polizeigewalt und der niederen Gerichtsbarkeit (im Gerichtskretscham) verbunden. Sie fungierten bei höheren Gerichten als Beisitzer.

## Geschichte
Im brandenburgischen Sorau, heute polnisch Żary, wurden 1381 sechs Personen namens Voit in einem Bürgerbuch erwähnt. Im sächsischen Zittau gab es 1578 vier Hausbesitzer gleichen Namens. Die Erbschulzenstellen erkaufte man von den Gutsbesitzern um die gesellschaftlichen Vorzüge zu bekommen. Die aufgetragenen Pflichten, so das Polizeirecht, die Steuereinnahmen, das niedere Gericht für die Gutsherren waren zu erfüllen.
Im niederschlesischen Boberwitz wird 1582 ein Woith nachgewiesen, der Christoph Woite hieß. Die gleiche Familie Woith besaß zuvor und später Jahrhunderte hinweg in Petersdorf bei Primkenau die Dorfschänke und übte dort die Funktion der Woiths (Gemeindevorsteher/Bürgermeister) bis 1945 aus. Aus dieser Familie wurde nach dem Dreißigjährigen Krieg 1671 eine Witwe Woyths mit einem schwedischen Korporal aus dem Heer des Schwedenkönigs Gustav Adolf verheiratet. Diese Heirat sicherte zeitweise die Rechte der reformierten Christen in den umliegenden Dörfern, die zu der Zeit zum katholischen böhmischen Schlesien gehörten. Zuvor garantierten die Schweden 1639 schon den evangelischen Gottesdienst, es wurde in Primkenau dazu eine schwedische Schutzgarde angeschafft, die Bürger mussten dafür Schutzgeld bezahlen. Die Schweden hielten in Tradition Feldgottesdienste ab, daraus entwickelte sich ab 1707 Schlesisches Kinderbeten mit offenen evangelischen Kindergottesdiensten.

## Pflichten
In Nieder Schlesien übte ein Dorfschulze mit sieben Schöffen die Gerichtsbarkeit aus. Er bezog 1/3 der Strafgelder, im Sprottauer Gebiet musste der Schulze dem Landesherrn(Herzog) bei Bedarf zu Rosse zu dienen, dem Gutsherrn jahraus, jahrein jeden dritten Tag ein Frühstück liefern und ihm Weihnachten mit einem Pferd Spanndienste leisten. Im 17. und 18. Jahrhundert galt noch als Rechtens: Brandstifter sollen lebendig verbrannt werden, Mörder geköpft, Straßenräuber gerädert werden. Wer einen Raub, Einbruch oder Diebstahl begeht, wer einem Deserteur forthilft, soll an den Galgen gehängt werden. Der Galgen in Primkenau stand bis 1845.

## Ähnliche Wortbezeichnungen
An der Namensgleichheit Wojt und Woyt sieht man, dass sie den gleichen Wortstamm haben. Der Ursprung des Namens ist Woithe, -oy-, zum slavischen Vornamen Voj, gleich bedeutend für Mann oder Ritter. Vogt und Voit(h) (auch Voyt, Voet), Woyt(h) sind in der Bedeutung gleichrangig.
So erklärt Horst Naumanns Buch der Familiennamen: Woit 1593 Woyth. Berufsname zu polnisch wojt, „Dorfvogt, Dorfschulze“, 1356 Woytke–Woyzeck vurman (Vormann).
Auch Verbindung zu „Vogt“ wird hergestellt: „Vogt, Voigt. Mündlich Voit, niederdeutsch Vagt, niederfränkisch Voigts: 1284 der Voget, 1361 Voyt, 1387 Voit, 1492 Vaghedt/mundartlich Fait(h): 1292 Fayd/Fauth: 1304 Voutt, 1344 Vaut. Berufsname zu mittelhochdeutsch Vogt, voit ‚Rechtsbeistand, beaufsichtigender Beamter, Gerichtsbeamter‘ mittelniederdeutsch Vaget ‚Vogt‘“
Der Zusammenhang Vogt zum Woyt erklärt sich:
Voigtmann: 1593 Fogtman. Berufsname zu mittelhochdeutsch Vogetman „der einem Vogt unterstellt ist; Eigen- oder Zinsmann einer Vogtei“
Auch in alten Karten wurde das heutige Vogtland Voigtland geschrieben: „Voigtland, Voigtländer 1401 Foytlant; 1400 Foitlender. Herkunftsname zum Landschafts-Namen Vogtland, d. h. der aus dem Vogtland (der terra advocatorum)“
Auch als Ortsname kam der Name im ehemaligen Ostpreußen vor, das Dorf hieß Woiten.

## Wappen
| Name                                     | Quelle / Bemerkung |
| ---------------------------------------- | --- |
| Voit von Voitenberg                      | Siebmacher 212, Ehrbare Nürnberg |
| Voit von Rieneck (auch Voyt von Rieneck) | |
| Voitus, Eylau                            | Siebmacher, Bürgerliche 10 |
| Woytt                                    | Bürgerlich Saarland, Georg Christian WOYTT (1694-1764), Erster Stadtpfarrer, Konsistorialrat und lutherischer Inspektor in Ottweiler. Kaiserlichgekrönter Poet und Mitglied des Edelgekrönten Pegnesischen Blumenordens. Diese Familie Woytt kam aus Breslau. |
| Woyt                                     | Bürgerlich, steigender Hirsch im Schild |

## Namensträger

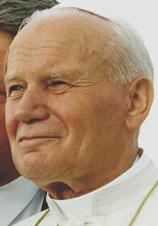
Johannes Paul II., bürgerlich K. J. Wojtyła

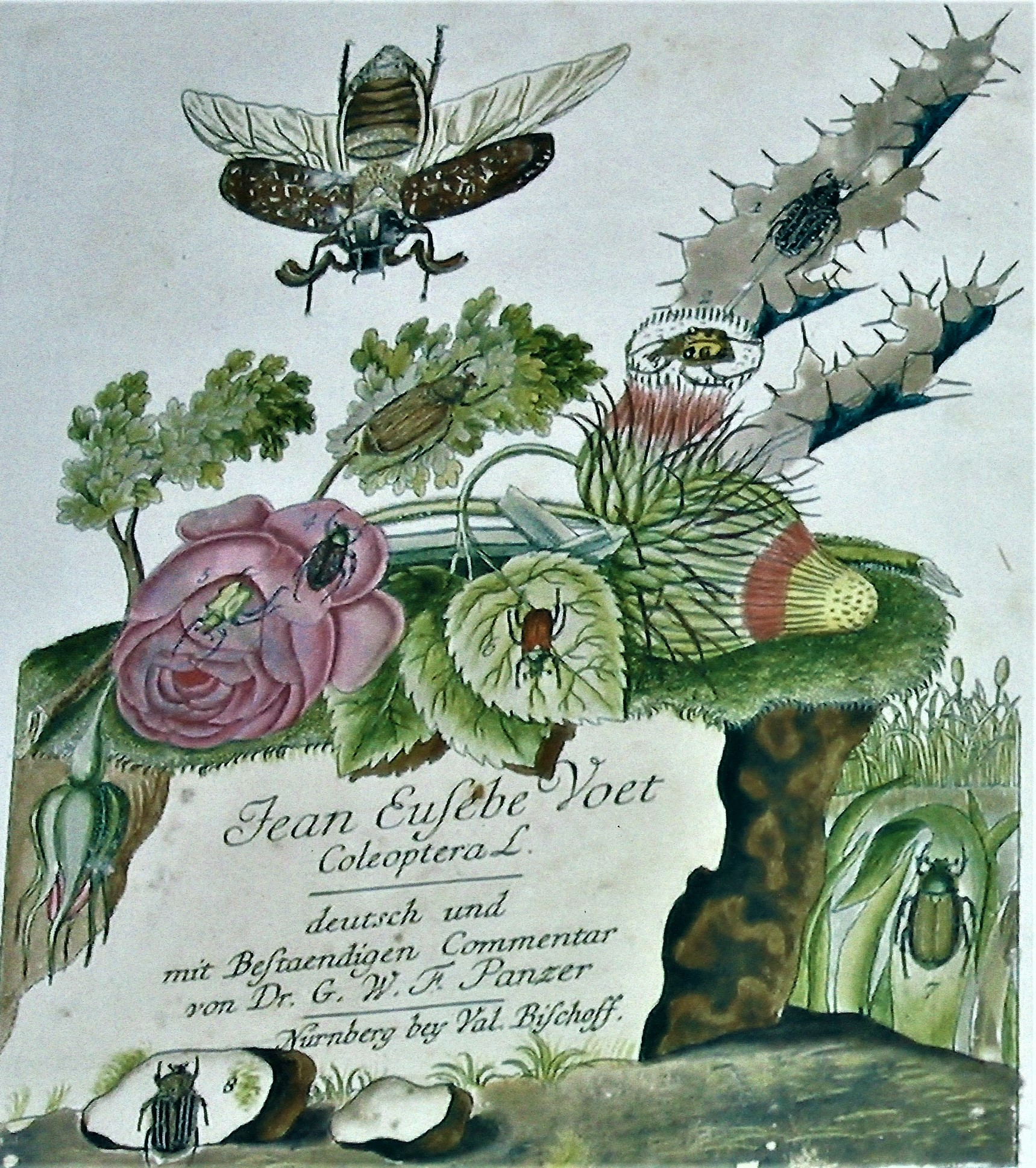
Jean Eusebe Voet, Beschreibung u. Abbildung hartschaliger Insekten. 1800

- Der berühmteste Namensträger namens Woith ist Karol Józef Wojtyła (1920–2005), ehemaliger katholischer Papst Johannes II.
- Georg Christian Woytt, Pfarrer aus Ottweiler (1694–1764), kaiserlich gekrönter Poet, Mitglied des Pegnesischer Blumenorden
- Johann Jacob Woyt (1671–1709), Arzt, Autor des medizinischen Lehrbuchs Schatz=Kammer Medicinisch= und Natürliche Dinge, Leipzig 1709.[3]
- Johannes Eusebius Voet (1706-1778), niederländischer Arzt, Dichter, Illustrator und Entomologe in Den Haag. Johannes war der Sohn von Carel Burchat Voet (1671-1745), der Hofmaler des Earl of Portland und auch Entomologe war.